# San Isidro la Laguna, Hidalgo
San Isidro la Laguna är en ort i Mexiko.   Den ligger i kommunen Tenango de Doria och delstaten Hidalgo, i den sydöstra delen av landet, 150 km nordost om huvudstaden Mexico City. San Isidro la Laguna ligger 985 meter över havet och antalet invånare är 254.
Terrängen runt San Isidro la Laguna är bergig västerut, men österut är den kuperad. Runt San Isidro la Laguna är det ganska tätbefolkat, med 192 invånare per kvadratkilometer. Närmaste större samhälle är San Bartolo Tutotepec, 7,8 km väster om San Isidro la Laguna. Omgivningarna runt San Isidro la Laguna är en mosaik av jordbruksmark och naturlig växtlighet.